# Groupama-FDJ/2019
Deze pagina geeft een overzicht van de Groupama-FDJ UCI World Tour wielerploeg in 2019.

## Algemeen
Algemeen manager: Marc Madiot
Teammanager: Yvon Madiot
Ploegleiders: Thierry Bricaud, Martial Gayant, Frédéric Guesdon, Sébastien Joly, Frank Pineau, Jussi Veikkanen
Fietsen: Lapierre
Banden: Continental AG
Onderdelen en wielen: Shimano

## Renners
| Naam                  | Geboortedatum | Nationaliteit | Ploeg 2018                        |
| --------------------- | ------------- | ------------- | --------------------------------- |
| Bruno Armirail        | 11-04-1994    | Frankrijk     |                                   |
| William Bonnet        | 25-06-1982    | Frankrijk     |                                   |
| Mickaël Delage        | 06-08-1985    | Frankrijk     |                                   |
| Arnaud Démare         | 26-08-1991    | Frankrijk     |                                   |
| Antoine Duchesne      | 12-09-1991    | Canada        |                                   |
| Kilian Frankiny       | 26-01-1994    | Zwitserland   | BMC Racing Team                   |
| David Gaudu           | 10-10-1996    | Frankrijk     |                                   |
| Kevin Geniets         | 09-01-1997    | Luxemburg     | Equipe continentale Groupama-FDJ* |
| Jacopo Guarnieri      | 14-08-1987    | Italië        |                                   |
| Daniel Hoelgaard      | 01-07-1993    | Noorwegen     |                                   |
| Ignatas Konovalovas   | 08-12-1985    | Litouwen      |                                   |
| Stefan Küng           | 16-11-1993    | Zwitserland   | BMC Racing Team                   |
| Matthieu Ladagnous    | 12-12-1984    | Frankrijk     |                                   |
| Olivier Le Gac        | 27-08-1993    | Frankrijk     |                                   |
| Tobias Ludvigsson     | 12-2-1991     | Zweden        |                                   |
| Valentin Madouas      | 12-07-1996    | Frankrijk     |                                   |
| Rudy Molard           | 17-08-1989    | Frankrijk     |                                   |
| Steve Morabito        | 30-01-1983    | Zwitserland   |                                   |
| Thibaut Pinot         | 29-05-1990    | Frankrijk     |                                   |
| Georg Preidler**      | 17-06-1990    | Oostenrijk    |                                   |
| Sébastien Reichenbach | 28-05-1989    | Zwitserland   |                                   |
| Anthony Roux          | 18-04-1987    | Frankrijk     |                                   |
| Marc Sarreau          | 10-06-1993    | Frankrijk     |                                   |
| Miles Scotson         | 18-01-1994    | Australië     | BMC Racing Team                   |
| Romain Seigle         | 11-10-1994    | Frankrijk     |                                   |
| Ramon Sinkeldam       | 09-02-1989    | Nederland     |                                   |
| Benjamin Thomas       | 12-09-1995    | Frankrijk     |                                   |
| Benoît Vaugrenard     | 05-01-1982    | Frankrijk     |                                   |
| Léo Vincent           | 06-11-1995    | Frankrijk     |                                   |

- per 22 maart
  - per 3 maart geschorst wegens betrokkenheid bij Operatie Aderlass

### Vertrokken
| Naam           | Geboortedatum | Nationaliteit | Ploeg 2019               |
| -------------- | ------------- | ------------- | ------------------------ |
| Davide Cimolai | 13-08-1989    | Italië        | Israel Cycling Academy   |
| Jérémy Roy     | 22-06-1983    | Frankrijk     | gestopt                  |
| Arthur Vichot  | 26-11-1988    | Frankrijk     | Vital Concept-B&B Hotels |

## Overwinningen
| Nationale kampioenschappen wielrennen Frankrijk - tijdrit: Benjamin Thomas Zwitserland - tijdrit: Stefan Küng Zwitserland - wegrit: Sébastien Reichenbach Ster van Bessèges 3e etappe: Marc Sarreau Jongerenklassement: Valentin Madouas Ploegenklassement: *1) Ronde van de Provence Jongerenklassement: David Gaudu Ploegenklassement: *2) Ronde van de Algarve 3e etappe (ITT): Stefan Küng Ronde van de Haut-Var 3e etappe: Thibaut Pinot Eindklassement: Thibaut Pinot Puntenklassement: Thibaut Pinot Ploegenklassement: *3) Ronde van de Verenigde Arabische Emiraten Jongerenklassement: David Gaudu | Cholet-Pays de la Loire Marc Sarreau Route Adélie de Vitré Marc Sarreau Ronde van Romandië 2e etappe: Stefan Küng 3e etappe: David Gaudu Jongerenklassement: David Gaudu Ronde van Italië 10e etappe: Arnaud Démare Ronde van de Ain 3e etappe: Thibaut Pinot Eindklassement: Thibaut Pinot Puntenklassement: Thibaut Pinot Bergklassement: Thibaut Pinot Route d'Occitanie 2e etappe: Arnaud Démare 4e etappe: Arnaud Démare Puntenklassement: Arnaud Démare | Ronde van Frankrijk 14e etappe: Thibaut Pinot Ronde van Wallonië 4e etappe: Arnaud Démare Ronde van Poitou-Charentes in Nouvelle-Aquitaine Jongerenklassement: Miles Scotson Ronde van de Doubs Stefan Küng Ronde van Slowakije 1e etappe deel B (ITT): Stefan Küng 3e etappe: Arnaud Démare Puntenklassement: Arnaud Démare Ronde van de Vendée Marc Sarreau Parijs-Bourges Marc Sarreau |

*1) Ploeg Ster van Bessèges: Armirail, Delage, Duchesne, Ludvigsson, Madouas, Sarreau, Seigle
*2) Ploeg Ronde van de Provence: Duchesne, Gaudu, Molard, Pinot, Reichenbach, Seigle, Thomas
*3) Ploeg Ronde van de Haut-Var: Frankiny, Ladagnous, Ludvigsson, Molard, Morabito, Pinot, Preidler
1997 · 1998 · 1999 · 2000 · 2001 · 2002 · 2003 · 2004 · 2005 · 2006 · 2007 · 2008 · 2009 · 2010 · 2011 · 2012 · 2013 · 2014 · 2015 · 2016 · 2017 · 2018 · 2019 · 2020 · 2021 · 2022 · 2023 · 2024 · 2025
AG2R-La Mondiale · Astana Pro Team · Bahrain-Merida · BORA-hansgrohe · CCC Team · Deceuninck–Quick-Step · EF Education First · Groupama-FDJ · Lotto Soudal · Mitchelton-Scott · Movistar Team · Team Dimension Data · Team Jumbo-Visma · Team Katjoesja Alpecin · Team INEOS (Team Sky) · Team Sunweb · Trek-Segafredo · UAE Team Emirates